# Acer crispum
Acer crispum é uma espécie de árvore do gênero Acer, pertencente à família Aceraceae.